# División administrativa de Cali
La División administrativa de Cali en el área urbana de la ciudad se divide en 7 Localidades, estas a su vez se dividen en barrios y veredas. En toda la ciudad hay 249 barrios aprobados y 91 urbanizaciones. De acuerdo a la administración pública hay 509 987 casas y apartamentos. La distribución de clases sociales se cuenta en lados de manzana por estrato, y para finales del 2005 era: bajo-bajo 20,20 %, bajo 31,92 %, medio-bajo 32,45 %, medio 6,72 %, medio-alto 7,61 % y alto 1,10 %.
La zona rural se divide en 15 corregimientos, estos a su vez se dividen en veredas. La zona rural se extiende 43 717,75 ha y en ella viven 36 621 personas según poblaciones proyectadas por el Departamento Administrativo de Planeación Municipal (DAPM).
Cada localidad y corregimiento cuenta con una Junta Administradora Local -JAL-, integrada por no menos de cinco ni más de nueve miembros, elegidos por votación popular para un período de cuatro años que deberán coincidir con el período del Concejo Municipal. Una JAL cumple funciones concernientes con los planes y programas municipales de desarrollo económico y social de obras públicas, vigilancia y control a la prestación de los servicios municipales en su localidad o corregimiento, y las inversiones que se realicen con los recursos públicos, además de lo concerniente a la distribución de las partidas globales que les asigne el presupuesto municipal, reunirse por lo menos una vez al mes, dictar su propio reglamento, expedir actos con el nombre de resoluciones y, en general, velar por el cumplimiento de sus decisiones, recomendar la adopción de determinadas medidas por las autoridades municipales, y promover la participación ciudadana.

## Localidades
El Distrito Especial de Santiago de Cali estará dividido en 7 Localidades (suprimiendo a las comunas de la ciudad) que son las siguientes:
- Localidad 1: Se destaca por concentrar los lugares emblemáticos de la historia de la ciudad y por albergar las áreas de actividad empresarial.
- Localidad 2: Es un sector industrial en proceso de transformación, además de ser la conexión directa con el aeropuerto y demás municipios con el sur y norte del país.
- Localidad 3: Concentra las infraestructuras deportivas más representativas de la ciudad, y sectores que configuran la identidad de los caleños.
- Localidad 4: Está ubicada en toda el área del centro de la ciudad.
- Localidad 5: Espacio donde ha llegado la mayor parte de migración a la ciudad; corresponde a la parte oriental.
- Localidad 6: Es la zona de crecimiento urbano de la ciudad y donde se encuentran la mayor parte de las universidades.
- Localidad 7: Corresponde a toda la zona rural: la división corregimental será reemplazada por las cinco (5) Unidades de Planeación Rural (UPR):[3]

| Unidad de Planeación Rural                       | Corregimiento | Población Proyectada | área ha   | Densidad hab./ha | Mapa |
| UPR 1 - Cuenca Río Aguacatal                     | Golondrinas   | 2349                 | 1046,78   | 2,250            |      |
| UPR 1 - Cuenca Río Aguacatal                     | La Castilla   | 1543                 | 2062,99   | 0,748            |      |
| UPR 1 - Cuenca Río Aguacatal                     | La Elvira     | 2147                 | 1607,08   | 1,336            |      |
| UPR 1 - Cuenca Río Aguacatal                     | La Paz        | 487                  | 470,99    | 1,034            |      |
| UPR 1 - Cuenca Río Aguacatal                     | Montebello    | 8821                 | 412,62    | 21,378           |      |
| UPR 2 - Cuenca Río Cali                          | El Saladito   | 1928                 | 1301,06   | 1,482            |      |
| UPR 2 - Cuenca Río Cali                          | Felidia       | 1644                 | 2520,73   | 0,652            |      |
| UPR 2 - Cuenca Río Cali                          | La Leonera    | 1008                 | 1746,45   | 0,577            |      |
| UPR 2 - Cuenca Río Cali                          | Los Andes     | 3361                 | 6610,51   | 0,508            |      |
| UPR 2 - Cuenca Río Cali                          | Pichindé      | 946                  | 1495,70   | 0,632            |      |
| UPR 3 - Cuenca Río Cañaveralejo, Lili y Meléndez | La Buitrera   | 11 992               | 3053,82   | 3,927            |      |
| UPR 3 - Cuenca Río Cañaveralejo, Lili y Meléndez | Villacarmelo  | 1272                 | 3307,75   | 0,385            |      |
| UPR 4 - Cuenca Río Pance                         | Pance         | 2035                 | 10 509,27 | 0,194            |      |
| UPR 5 - Cuenca Río Cauca                         | El Hormiguero | 7303                 | 5660,09   | 1,290            |      |
| UPR 5 - Cuenca Río Cauca                         | Navarro       | 1532                 | 1911,91   | 0,801            |      |